# Lahiguera
Lahiguera (abans conegut com a Higuera de Andújar i Higuera d'Arjona) és un municipi de la província de Jaén, situat en la comarca de La Campiña, amb una superfície de 44,4 km², una població de 1.890 habitants (INE 2005) i una densitat de població de 30 hab/km².